# Tawa hallae
Il Tawa hallae era un dinosauro carnivoro vissuto nel tardo Triassico, i suoi fossili sono stati ritrovati in una zona attualmente compresa nello stato americano del Nuovo Messico.

## Scoperta
I primi fossili di Tawa furono scoperti nel 2004, la classificazione e la descrizione completa è stata effettuata da un gruppo di ricercatori dell'American Museum of Natural History guidato dal paleontologo Sterling Nesbitt e i risultati delle loro ricerche sono stati pubblicati nel 2009 sulla rivista Science.